# Tricheilostoma dissimilis
Tricheilostoma dissimilis — вид змій родини струнких сліпунів (Leptotyphlopidae). Ендемік Судану.

## Поширення і екологія
Tricheilostoma dissimilis відомі за типовим зразком, зібраним на південному сході Судану.